# Pardachirus hedleyi
Pardachirus hedleyi es una especie de pez de la familia Soleidae en el orden de los Pleuronectiformes.

## Distribución geográfica
Se encuentran desde las  costas del sur de Queensland hasta las de Nueva Gales del Sur (Australia).